# Contea aborigena di Yarrabah
La contea aborigena di Yarrabah è una Local Government Area che si trova nel Queensland. Essa si estende su una superficie di 159,4 chilometri quadrati e ha una popolazione di 2.409 abitanti. La sede del consiglio si trova a Yarrabah.